# Джозеф Мансуето
Джозеф Деніел Мансуето (нар. 3 вересня 1956) — американський підприємець та мільярдер, засновник і виконавчий голова Morningstar, Inc. та власник футбольного клубу «Чикаго Файр».

## Раннє життя та освіта
Джо Мансуето народився в Мюнстері, Індіана. Він є сином Маріо Мансуето, італійського лікаря. Навчався у середній школі Мюнстера та закінчив Чиказький університет, отримавши ступінь бакалавра та магістра у бізнес-адмініструванні.

## Кар'єра
У 1984 році Мансуето заснував Morningstar, Inc. з дому, маючи 80 000 доларів. Morningstar стала публічною компанією у травні 2005 року.
Через свою компанію Mansueto Ventures, Мансуето придбав фінансові журнали Inc. та Fast Company у червні 2005 року. Він був обмеженим партнером у виданні розважального журналу Time Out Chicago з 2005 по 2013 роки.
Станом на червень 2008 року, Мансуето належало близько 60,4% акцій Morningstar. 2011 року мажоритарне володіння Morningstar дозволило йому потрапити до рейтингу мільярдерів Forbes, із чистим капіталом близько 1,6 млрд. доларів на момент публікації.
У вересні 2016 року Morningstar оголосив, що призначив Куналь Капур головним виконавчим директором, починаючи з січня 2017 року, а Мансуето одночасно стає виконавчим головою.
У липні 2018 року було оголошено, що Мансуето придбав 49-відсотковий пакет акцій Chicago Fire FC, команди вищої ліги з футболу, що базується у Бріджв'ю, Іллінойс. 13 вересня 2019 року було оголошено, що Мансуето отримав повний контроль над клубом від Ендрю Гауптмана перед переходом клубу на арену Soldier Field.

## Філантропія
У травні 2008 року було оголошено, що Мансуето та його дружина Ріка пожертвують 25 мільйонів доларів на розширення бібліотеки Джозефа Регенштейна в Чиказькому університеті. Нове крило під назвою Бібліотека Джо і Ріки Мансуето за проєктом архітектора із Чикаго Гельмута Яна, було завершено 16 травня 2011 року.
Станом на грудень 2010 року Мансуето був єдиним жителем Чикаго в списку американських мільярдерів, які пообіцяли віддати половину свого багатства в рамках проєкту The Giving Pledge Воррена Баффета.
Навесні 2016 року Мансуето та його дружина Ріка оголосили про пожертву у розмірі 35 мільйонів доларів на заснування Інституту міських інновацій Мансуето — частини Чиказького університету, націленого на розвиток урбаністичних наук за допомогою міждисциплінарних стипендій.

## Особисте життя
У 1998 році Мансуето одружився з японоамериканкою Рікою Йосіда, аналітикинею Morningstar. Вони мають трьох дітей і живуть у новозбудованому будинку в Лінкольн-Парку, Чикаго вартістю 22 мільйони доларів.